# Frangokastello
Frangokastello (řecky Φραγκοκάστελλο) je hrad a vesnice nacházející se v obecní jednotce Patsianos v obci Sfakia v regionální jednotce Chania na ostrově Kréta v Řecku. Byl vystavěn v letech 1371 až 1374 za benátské kolonie Království Kandia. Postavením tak byla zajištěna obrana v regionu proti pirátům. Benátčané ho nazvali hrad sv. Nikita, což se ale původním obyvatelům nelíbilo a říkali mu prostě hrad Franků, tedy katolických cizinců a Benátčané byli nuceni souhlasit.
Ke stavbě hradu se váže taková pověst. Několik mužů z nedaleké vesnice každou noc přišlo ke hradu a zničili to, co ten den právě postavili. Vojáci s pomocí místních útočníky pochytali a ničitelé stavby byli oběšeni. Hrad má jednoduchý obdélníkový půdorys s věží v každém rohu a s erbem nad hlavní bránou. Cimbuří bylo postaveno až během osmanské okupace. V roce 1770 byl zde chycen krétský rebel Ioannis Vlachos (známý také jako Daskalogiannis) a později dopraven na popravu do Iraklionu.

### Externí odkazy

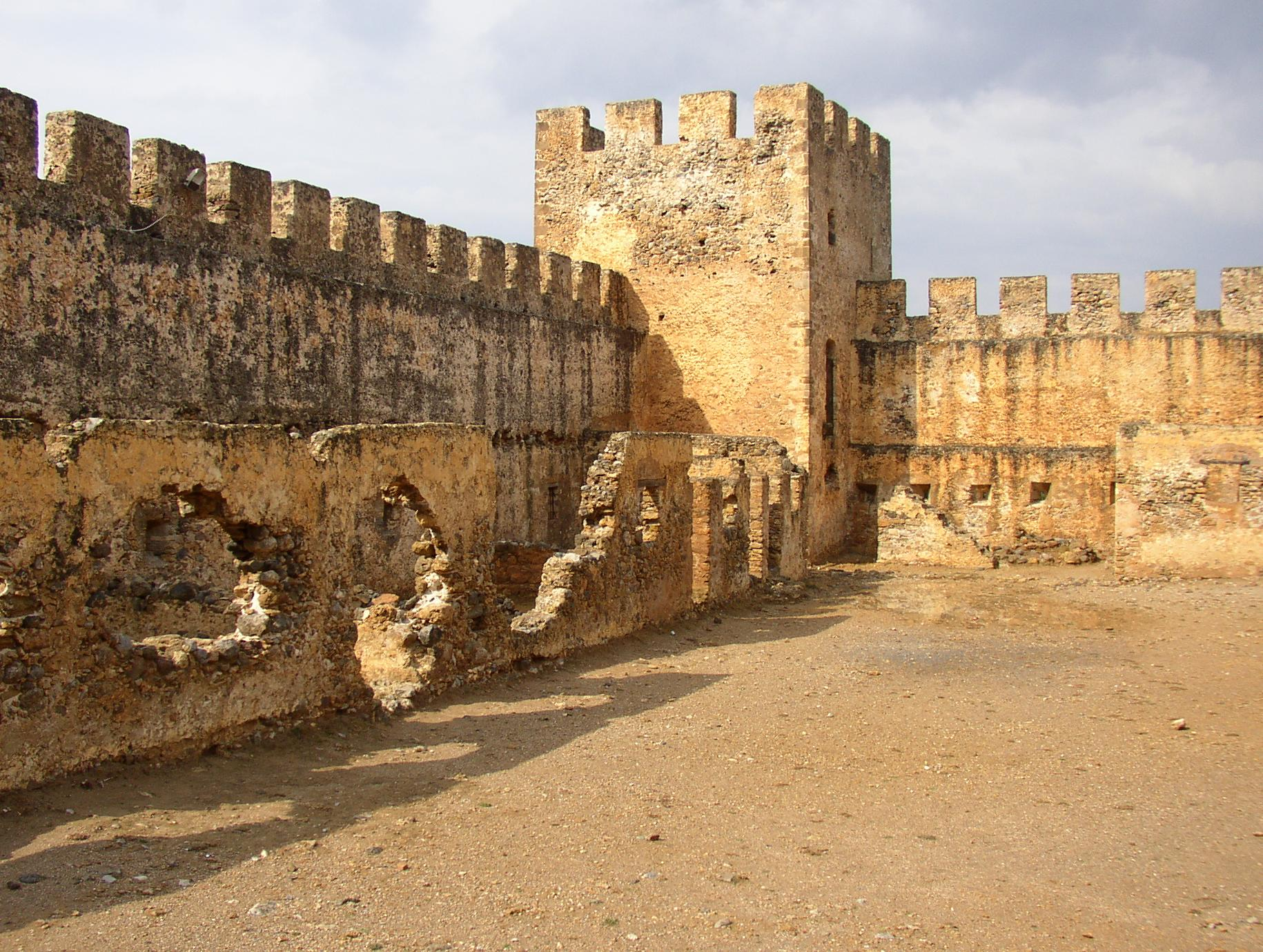
hradby hradu